# Libelluloidea
Libelluloidea – nadrodzina ważek różnoskrzydłych, na którą składają się cztery rodziny. Takson opisany w 1815 roku przez Williama Elforda Leacha. Większość gatunków ważek należących do tej nadrodziny należy do rodzin Libellulidae i Corduliidae.

## Charakterystyka
Jaja składane są przez samice. Ich pokładełka nie są na tyle funkcjonalne jak te ważek równoskrzydłych lub żagnicowatych, w związku z czym nie mogą składać swoich jaj na materiale roślinnym – zamiast tego spuszczają swoje jaja na wodę lub pomiędzy rośliny rosnące na wodzie lub w jej pobliżu.
W porównaniu do nadrodziny Aeshnoidea, wśród gatunków ważek z nadrodziny Libelluloidea łatwiej jest zobaczyć samca chroniącego samicę składającą jaja.
Oczy ważek z nadrodziny Libelluloidea posiadają oczy złożone, a ich wzrok jest skierowany do przodu. Ich omatidium, skierowane również do przodu, znajduje się w dolnej części oczu. Górna część ich oczu jest z kolei bardziej zakrzywiona.

## Rodziny
W skład Libelluloidea wchodzą następujące rodziny:
- Macromiidae
- Synthemistidae
- Corduliidae (szklarkowate)
- Libellulidae (ważkowate)